# NGC 90
NGC 90 (другие обозначения — UGC 208, MCG 4-2-11, ZWG 479.13, Arp 65, PGC 1405) — спиральная галактика с перемычкой (SBc или SAbc) в созвездии Андромеды.
Этот объект входит в число перечисленных в оригинальной редакции «Нового общего каталога», а также включён в атлас пекулярных галактик.
Вместе с NGC 41, NGC 86, NGC 93, UGC 165, IC 1544, IC 1546, IC 1552 и несколькими другими галактиками входит в скопление галактик, которое расположено за сверхскоплением Персея-Рыб либо является его частью.
Вместе с NGC 93 образует пару взаимодействующих галактик Arp 65; мост между ними не обнаружен. Галактика имеет перемычку, очень слабо закрученные рукава и маленький балдж, от которого к северо-западу и юго-востоку отходят длинные хвосты. Области ионизированного водорода (HII) наблюдаются в ядре и (слабые) в отдельных частях рукавов, одна особенно яркая область HII видна в северном хвосте.
Галактика NGC 90 входит в состав группы галактик NGC 80. Помимо NGC 90 в группу также входят ещё 12 галактик.